# Längsgående hjärnspringan

3D-animation som visar längsgående springans position i förhållande till hjärnan.

Längsgående hjärnspringan, (lat. fissura longitudinalis cerebri) är den största av de fissurer som finns i hjärnan. Den skiljer höger och vänster hjärnhalva åt, och ger utrymme åt hjärnskäran, (lat. falx cerebri) som är ett hårt membran av bindväv. Hjärnhalvorna är dock inte helt separerade, utan kopplas samman med ett flertal strukturer, där corpus callosum hör till de viktigaste.